# PRO Rugby
La PRO Rugby (Professional Rugby Organization) est une compétition annuelle de rugby à XV mettant aux prises 5 équipes représentatives des États-Unis. Créée fin 2015, la saison inaugurale a lieu en 2016. Il s'agit de la première compétition professionnelle de rugby à XV en Amérique. L'organisation cesse néanmoins ses activités en janvier 2017, avant qu'une seconde saison ne puisse être organisée.

## Histoire
Le 9 novembre 2015, USA Rugby annonce la création d'un championnat professionnel en Amérique du Nord avec 5 ou 6 équipes, qui devrait inclure en 2017 des clubs canadiens, organisé également sous l'égide de World Rugby.
Les cinq équipes sont progressivement dévoilées : elles sont officiellement attribuées à Sacramento le 18 novembre 2015, à San Francisco le 19 novembre, à San Diego le 22 janvier 2016, à l'Ohio le 9 février, puis à Denver le 26 février. Le nom officiel des équipes est arrêté le 6 juin 2016 en cours de saison.
Quelques mois après la fin de la saison 2016, le CEO de PRO Rugby, Doug Schoninger, annonce le 15 décembre 2016 la cessation immédiate des activités de la franchise des Rush de San Francisco, en raison de problèmes d'infrastructures.
Le 21 décembre 2016, soit quelques jours après la dissolution de la franchise de San Francisco, des tensions entre les instances organisatrices de PRO Rugby et USA Rugby, la fédération américaine de rugby à XV, dues à des négociations infructeuses menées depuis quatre mois, sont dévoilées publiquement ; Schoninger annonce qu'à défaut d'un arrangement entre les deux instances, les contrats de l'ensemble des joueurs des franchises prendraient fin sous 30 jours. La compétition cesse ainsi ses activités au mois de janvier 2017.

## Format
Lors de la saison inaugurale, chaque équipe joue 12 matchs de saison régulière du 17 avril 2016 au 31 juillet 2016.

## Équipes et joueurs
Chaque équipe dispose de 30 joueurs et pourra aligner jusqu'à 5 professionnels étrangers. Les contrats sont directement régis par PRO Rugby et les salaires des joueurs s'élèvent à 25 000 $ environ.

## Liste des équipes 2016
| Equipe                | Entraîneur         | Stade                 |
| --------------------- | ------------------ | --------------------- |
| Express de Sacramento | Luke Gross         | Bonney Field          |
| Rush de San Francisco | Paul Keeler (en)   | Boxer Stadium         |
| Breakers de San Diego | Ray Egan (en)      | Torero Stadium        |
| Aviators de l'Ohio    | Paule Barford (en) | Obetz's Memorial Park |
| Stampede de Denver    | Sean O'Leary (en)  | Infinity Park         |

## Palmarès
| Date | Champion           |
| ---- | ------------------ |
| 2016 | Stampede de Denver |